# 淡水線 (臺鐵)
淡水線是一條由臺灣總督府交通局鐵道部（戰後改制為臺灣鐵路管理局，簡稱台鐵）經營的傳統鐵道支線，且為台灣第一條鐵道支線，戰後轉由臺灣鐵路管理局經營。過去常被俗稱為北淡線。路線自台北站分歧後逐漸北轉，跨過基隆河後又逐漸轉向西北，至關渡平原西端再向北轉，最後大致沿淡水河右岸到達終點淡水站；另有一支線自北投站向東北分歧至新北投站，稱為新北投線。全線（含新北投線）於1988年停止營運，改建為現今的台北捷運淡水信義線。

## 路線資料
- 經營管轄：臺灣總督府交通局鐵道部 → 臺灣鐵路管理局
- 路線距離：台北＝淡水間21.2km
- 軌距：1,067毫米
- 車站數：11（含起訖車站；廢止時數目）
- 開業時間：1901年8月25日全線開通（1915年大稻埕車站改為貨運站，起點站改為北門車站，1923年3月2日北門車站廢止，起點站改為台北車站，1937年大稻埕車站=台北車站間正式廢止）
- 廢止時間：1988年7月15日結束營運；7月16日正式廢止
- 雙線區間：無，全線單線
- 電化區間：無
- 台灣第一條鐵路支線
- 台灣第一條由傳統鐵路轉型為捷運的路線

## 使用車輛
- R0、R20型、S300型柴電機車加掛4節無空調設備之普通車
- 臺東線鐵路拓寬後亦曾將改造後之DH200型（改造前原稱LDH200型）液力傳動柴油機車移撥淡水線牽引普通車行駛
- 最後一班車是R20型的R53號加掛普通客車

## 簡介

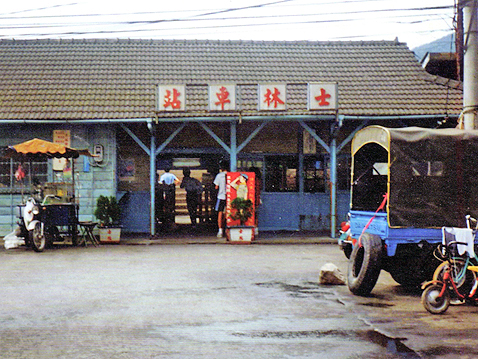
台鐵時代的士林車站

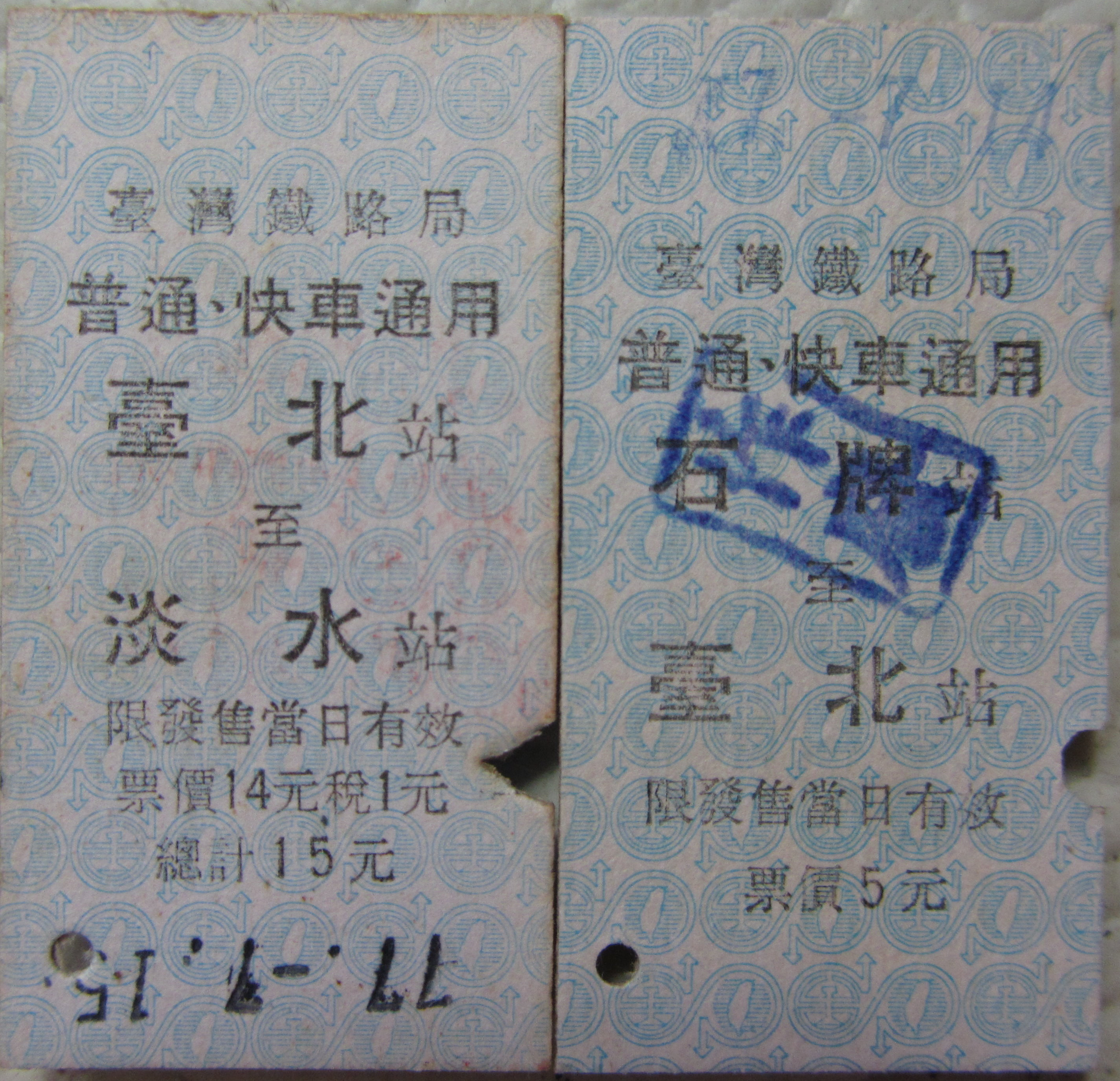
台鐵淡水線名片式車票。

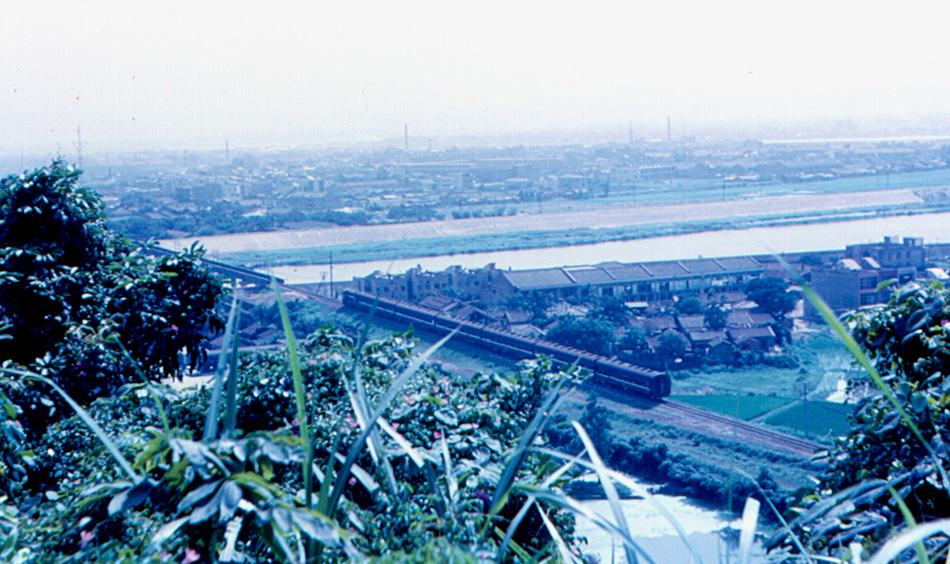
1967年，由圓山大飯店附近望向駛經基隆河畔的淡水線列車

### 日治時期
日本於1895年逐步進佔台灣後，初期由於基隆港尚未整建，主要運輸港口仍為淡水港。為了能夠在沿淡水河經水路運達的方式外，更快速、大量地輸送經海路運至淡水港的物資，又適逢當局準備全面整建清治時期興建的鐵路，於是整建後拆下來的舊鐵軌，就移作鋪設淡水線鐵軌之用，於1900年開始動工，而淡水線之工程費比原本計畫之經費少了許多，僅花費72萬圓。淡水線亦能用來運輸從淡水港進口的鐵道建設材料及士林附近出產的石材。
1901年8月25日，淡水線通車，當時包括新落成的第二代台北站（當時稱為「台北停車場」）在內，總共有8個車站啟用；1902年2月1日，「大稻埕驛」新建完成，1903年開始成為淡水線的新起訖站；到了1915年，又新設了5個車站（其中「宮下乘降場」是為了方便民眾前往圓山上的台灣神社（今圓山大飯店址）參拜而特別設置的），1915年8月17日大稻埕驛改為貨運站，起訖站改為同日設立的北門乘降場。北門乘降場只是「名義上」起訖站，於1923年3月16日廢除，正式確立以台北為起訖站。
隨著淡水河口泥沙淤積日益嚴重，已經不適合較大船隻航行，加上基隆港整建完成後吞吐量大增，淡水港因此加速沒落。所幸此時，客運已經成為淡水線的運輸主力，自淡水線分歧，方便民眾前往溫泉休閒區的新北投線亦於1916年通車，且大屯山一帶被劃為大屯國立公園，附近的登山步道及風景名勝亦陸續建設；在當時道路運輸不甚便利的情形下，淡水線仍然得以在最初運輸目的轉變後繼續營運。

### 戰後時期
中華民國接收台灣後，有著日式站名的「大正街」與「宮下」分別更名「長安」與「劍潭」，而後這兩個招呼站均予廢除；同時期又另外新設「王家廟」與「忠義」2站。自此以後，包括亦為戰前新設的竹圍站在內，淡水線維持全線11個車站，依舊繼續營運。不過，隨著道路運輸的逐漸拓展，淡水線的客運上重要性與優勢也跟著削弱—尤其是1966年，雙向六線車道的北投～關渡直線快速公路（今大度路）擴建完工之後，伴隨1970年代私人車輛的快速成長，加速了淡水線客運的衰落。
1970年代末提出的「臺北捷運興建計劃」，將淡水線改建為捷運路線；該計畫後來雖經過數度修正，但關於改建淡水線的部份並沒有太大改變。另外還有直接將原路線高架化與電氣化、改建四線道高速公路、佈設公車專用道等方案。1986年，行政院經濟建設委員會正式通過改建捷運計畫，淡水線確定走向結束營業的命運。
1988年7月15日，淡水線最終日營運，大批民眾前往搭乘，作最後的紀念。當晚23:20，最後一班往淡水的列車自台北車站第六月台發車後，87年的營運宣告結束；7月16日配合「淡水最後一班列車」活動再加開一班列車後，淡水線正式停駛，走入歷史。之後幾年平面軌道與場站逐步被拆除，並興建高運量捷運系統；台北～淡水間的大眾運輸則暫由公路客運承接。1997年，已經改建完成的台北捷運淡水線通車，成為台灣第一條由傳統鐵路改建為捷運的路線，但此線不是每個車站都有加入並復站（如：王家廟站）。

### 時刻表

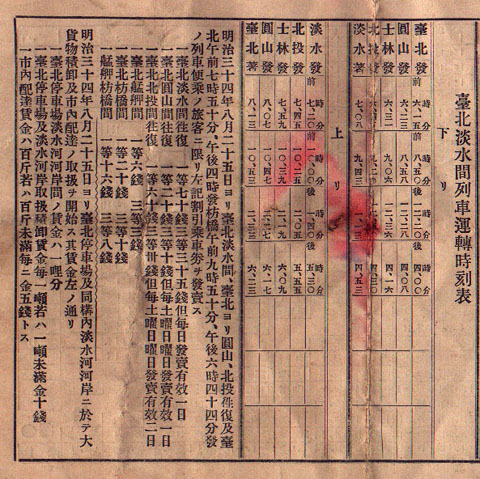
1901年10月25日台灣日日新報發行的交通便覽
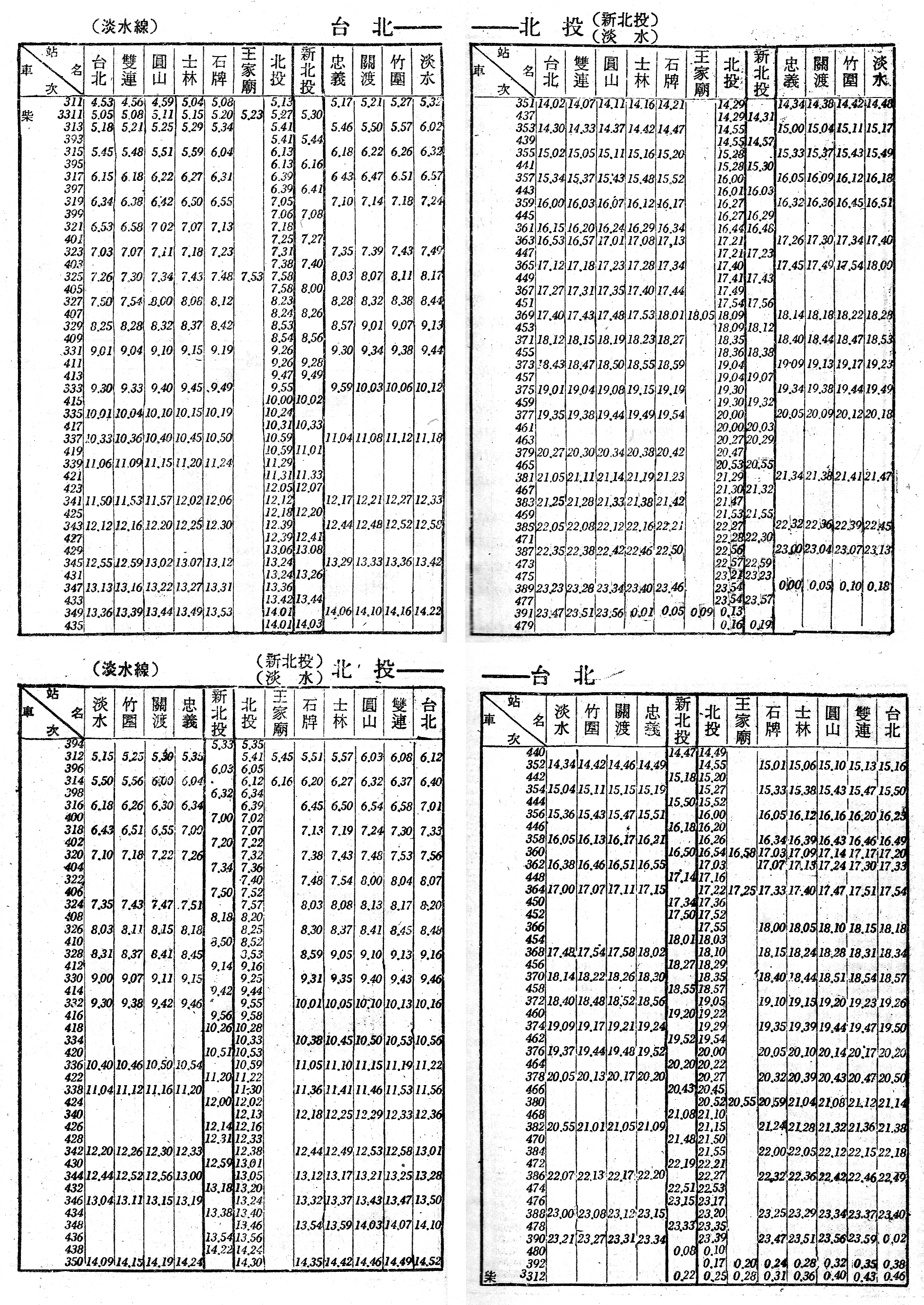
1967年時刻表
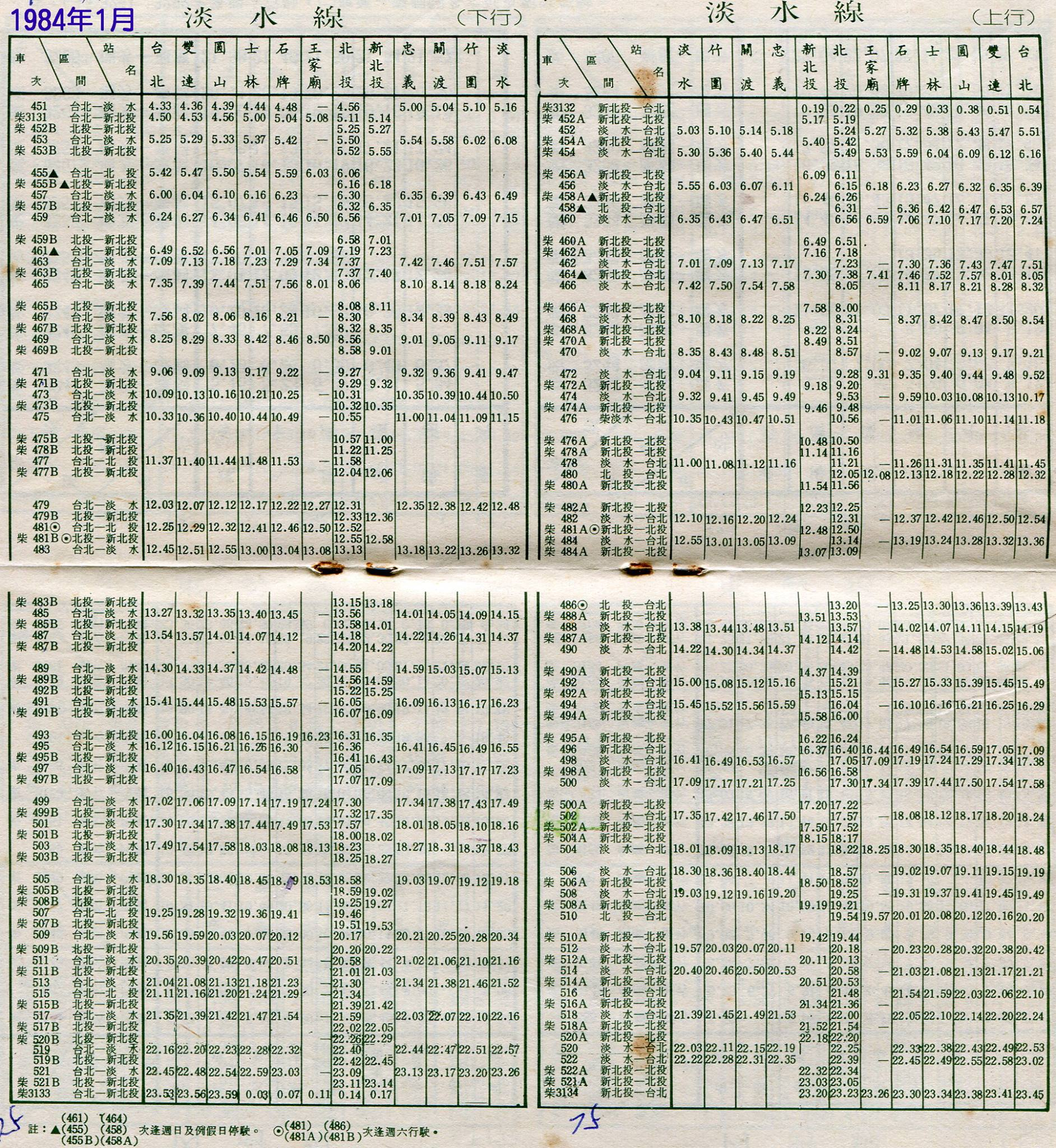
1984年1月時刻表
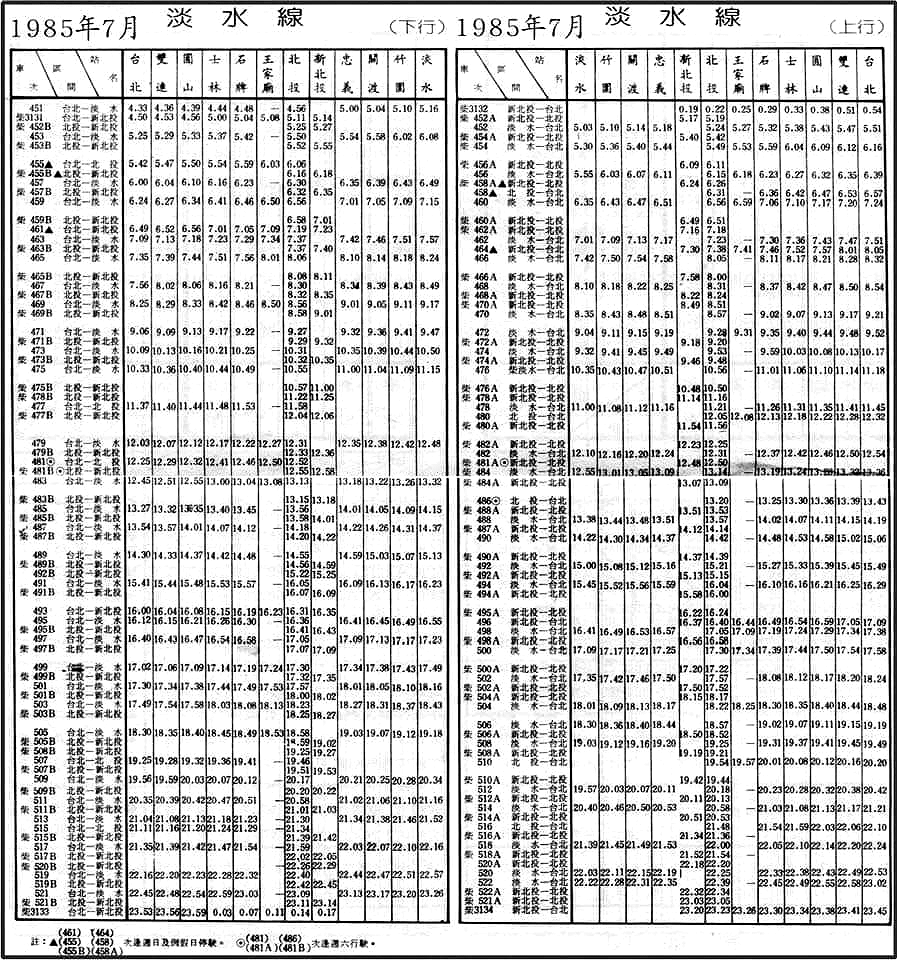
1985年7月時刻表
1985年7月運行圖

## 車站一覽
（包括1988年停駛前已廢站者）
| 車站名稱 （國音電碼） | 英譯                         | 營業里程 台北起 | 廢站前等級 | 續接／交會路線及備註 | 停駛時所在地 | 停駛時所在地                 | 停駛時所在地                                             |
| --------------------- | ---------------------------- | --------------- | ---------- | --- | ------------ | ---------------------------- | -------------------------------------------------------- |
| 大稻埕                | Daitotei                     | （-0.8）        | 貨運       | （1903年（明治36年）～1915年（大正4年））曾作為淡水線的起訖站。1915年（大正4年）8月17日改為貨運站，淡水線客車不再行經此站；1937年（昭和12年）12月1日廢止                          | 臺北市       | 延平區 （現今大同區）        | 鄭州路、西寧北路口（臺北市立中興醫院）                   |
| 北門                  | Hokumon                      | （-0.3）        | 招呼       | （1915年（大正4年）～1923年（大正12年））大稻埕站結束客運後的「名義上」起訖站。1923年（大正12年）3月16日廢止                                                                      | 臺北市       | 延平區 （現今大同區）        | 鄭州路、延平北路一段口（臺鐵局、桃園機場捷運台北車站旁） |
| 台北（ㄊㄞ）          | Taihoku→Taipei               | 0.0             | 特等       | 地下化前第六月台為淡水線專用；並於後車站（1939年（昭和14年）落成；1989年（民國78年）燒燬）設有旅客服務處及售票口                                                                  | 臺北市       | 延平區 （現今大同區）        | 鄭州路、太原路之間                                       |
| 長安（ㄔㄢ）          | Taishōgai(大正街)→Chang-an   | 0.6             | 招呼       | （1915年(大正4年)～1942年（昭和17年）；1953年（民國42年））啟用時站名為大正街，1953年（民國42年）改為此名（1942年（昭和17年）一度廢止。1953年（民國42年）復站，不久後再度廢止）   | 臺北市       | 中山區 建成區 （現今大同區） | 長安西路、南京西路18巷口                                 |
| 雙連（ㄕㄨㄤ）        | Soren→Shuanglien             | 1.4             | 三等       | 1915年（大正4年）8月17日設立；重要貨物集散站；有通過側線火車可以待避 | 臺北市       | 中山區 建成區 （現今大同區） | 萬全街一巷一號（今萬全街、萬全街1巷口）                  |
| 大同公司線            | －                           | 2.4             |            | 戰前已設置的側線，1946年（民國35年）10月7日再度啟用；1980年（民國69年）3月1日拆除                                                                                                 | 臺北市       | 中山區                       |                                                          |
| 圓山（ㄩㄕ）          | Maruyama→Yuanshan            | 2.9             | 三等       | 1901年（明治34年）10月25日設立，原名圓山町，1945年（民國34年；昭和20年）10月25日改為此名；有通過側線火車可以待避                                                                  | 臺北市       | 中山區 大同區                | 玉門街、庫倫街口                                         |
| 劍潭（ㄧㄊ）          | Miyanoshita(宮ノ下)→Chientan | 3.7             | 招呼       | （1915年（大正4年）～1942年（昭和17年）；1953年（民國42年））啟用時稱為「宮下」，1953年（民國42年）改為此名（1942年（昭和17年）一度廢止，1953年（民國42年）復站，不久後再度廢止） | 臺北市       | 中山區                       | 通河街2巷口                                              |
| 士林（ㄕㄌ）          | Shirin→Shihlin               | 5.5             | 三等       | 1901年（明治34年）8月25日設立；有通過側線火車可以待避 | 臺北市       | 士林區                       | 中正路247巷口                                            |
| 石牌（ㄕㄆ）          | Kirigan(唭里岸)→Shihpai      | 7.7             | 三等       | 1915年（大正4年8月17日）新設；啟用時稱為「唭里岸」，1955年（民國44年）改為此名；有通過側線火車可以待避                                                                            | 臺北市       | 北投區                       | 西安街一段、自強街口                                     |
| 王家廟 （ㄨㄐㄇ）     | Wangchia Miao                | 9.7             | 招呼       | 1958年（民國47年）6月1日設立，大同公司北投廠上下班時間才會有列車停靠 | 臺北市       | 北投區                       | 公館路406號                                              |
| 北投（ㄅㄊ）          | Hokuto→Peitou                | 11.0            | 二等       | 淡水線的樞紐，可轉乘新北投線。1901年（明治34年）8月25日啟用。有通過側線火車可以待避                                                                                               | 臺北市       | 北投區                       | 北投路二段、大業路452巷口                                |
| （省運會）            | Taiwan Provincial Games      | －              |            | 1954年（民國43年）第九屆台灣省運動會在北投復興崗舉行，為便利民眾前往會場而增設此臨時站，活動結束時便廢止                                                                          | 臺北市       | 北投區                       | 中央北路三段53巷口                                       |
| 忠義（ㄥㄧ）          | Chungyi                      | 13.3            | 招呼       | 1960年（民國49年）11月1日設立簡易站，1979年（民國68年）7月1日改為招呼站 | 臺北市       | 北投區                       | 中央北路四段60巷口附近                                   |
| 關渡（ㄍㄢ）          | Kantō(江頭)→Kuantu           | 15.1            | 簡易       | 啟用時稱為「江頭」，明治36年1月1日啟用 。1945年（民國34年；昭和20年）10月25日改為此名                                                                                             | 臺北市       | 北投區                       | 大度路三段296巷、立功街55巷                              |
| 竹圍（ㄓㄨㄟ）        | Chikui→Chuwei                | 17.0            | 三等       | 1930年（昭和5年）11月11日設立；有通過側線火車可以待避 | 新北市       | 淡水區                       | 民權路、民權一街口                                       |
| 淡水（ㄉㄕ）          | Tansui→Tanshui               | 21.2            | 二等       | 興建初期站名暫時沿用舊稱「滬尾」，通車時已改為此名。 | 新北市       | 淡水區                       | 中正東路、英專路口                                       |

### 書籍
- 李東明. . 玉山社. 2000.
- 楊鵬飛. . 1999.

## 外部連結
- 舊線跡踏查系列－ 淡水支線
- 台鐵淡水支線----為台北至淡水鐵路支線 （页面存档备份，存于）
- 臺鐵淡水支線 - 淡水維基館 （页面存档备份，存于）
- 文化部文化資產局－ 鐵路局北淡線（圓山站）宿舍 （页面存档备份，存于）
- 【時光土場】尋找臺鐵淡水線的遺留軌跡